# Bruno Platter

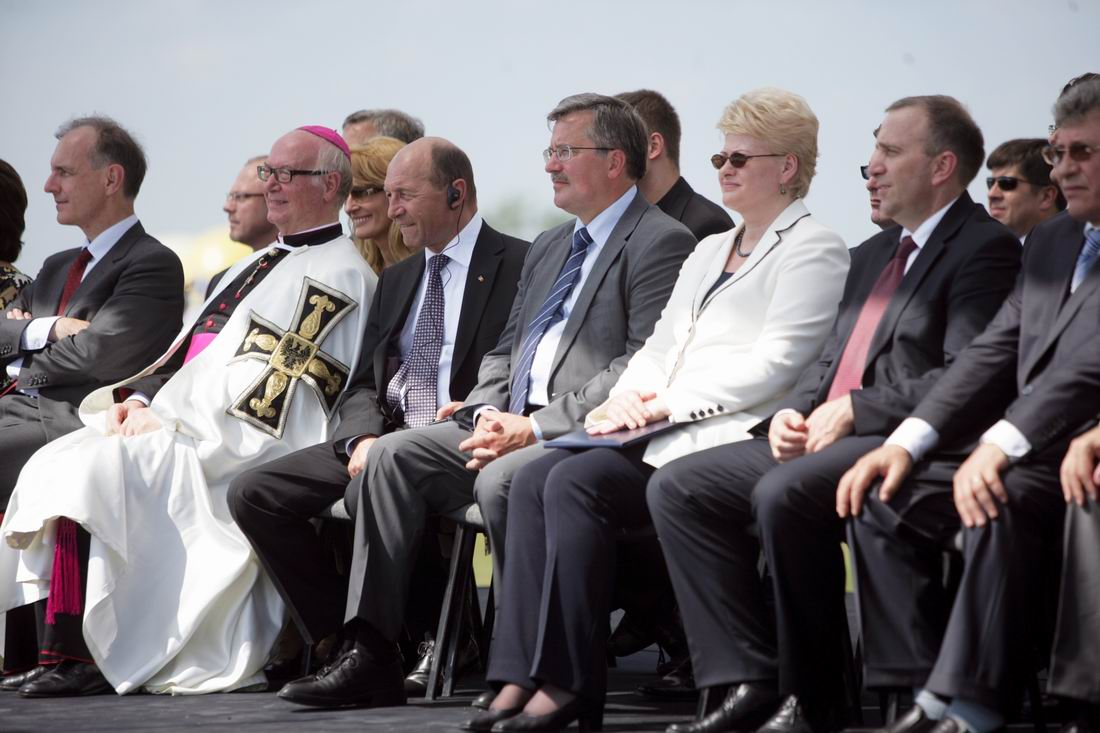
Bruno Platter na 600-leciu bitwy pod Grunwaldem

Bruno Platter OT (ur. 21 marca 1944 w Unterinn am Ritten) – duchowny rzymskokatolicki, doktor prawa kanonicznego, wielki mistrz i opat zakonu krzyżackiego w latach 2000–2018.

## Życiorys
Bruno Platter pochodzi z alpejskiej wioski Unterinn (wł. Auna di Sotto) należącej do gminy Ritten (wł. Renon) w pobliżu miasta Bozen (wł. Bolzano) we włoskiej prowincji Tyrol Południowy (wł. Górna Adyga). Prowincja ta jest zamieszkana w większości przez ludność niemieckojęzyczną.
W 1964 wstąpił do zakonu krzyżackiego. Święcenia kapłańskie otrzymał 29 czerwca 1970. Następnie pracował w prowincji zakonnej Południowego Tyrolu, m.in. jako ekonom prowincji i duszpasterz młodzieży.
26 sierpnia 2000 został wybrany przez kapitułę generalną wielkim mistrzem (opatem) zakonu krzyżackiego, którą sprawował w sumie przez trzy sześcioletnie kadencje (kolejne od 24 sierpnia 2006 i 23 sierpnia 2012 do 22 sierpnia 2018, kiedy zastąpił go Frank Bayard). Benedykcję opacką przyjął 29 października 2000 z rąk biskupa Bozen-Brixen, Wilhelma Eggera. Jako wielki mistrz podlegał bezpośrednio papieżowi.
W czerwcu 2006 roku był gościem Muzeum Zamkowego w Malborku. W trakcie wizyty odprawił uroczystą mszę świętą w kościele zamkowym Najświętszej Marii Panny. Była to jego druga wizyta na zamku malborskim, lecz pierwsza oficjalna. 15 lipca 2010 roku na zaproszenie prezydenta Lecha Kaczyńskiego (z marca 2010 roku), potwierdzone przez p.o. prezydenta Polski Bronisława Komorowskiego, uczestniczył w uroczystościach poświęconych 600 rocznicy bitwy pod Grunwaldem. 1 sierpnia 2010 roku dokonał poświęcenia krypty wielkich mistrzów w katedrze św. Jana w Kwidzynie. 13 sierpnia 2013 roku odwiedził Działdowo, by dokonać otwarcia pierwszego w Polsce Interaktywnego Muzeum Państwa Krzyżackiego, mieszczącego się w działdowskim ratuszu.